# Leticia de Belzunce
Lætitia Marie Madelaine Susanne Valentine de Belsunce d'Arenberg (Brummana, 2 de septiembre de 1941) es una empresaria, socialité y filántropa uruguaya de origen francés.

## Biografía

### Primeros años
Lætitia de Belsunce nació en 1941, en Brummana (Mandato francés de Siria y el Líbano), la hija mayor de Henri de Belzunce, marqués de Belzunce y de Marie-Thérèse de la Poëze d'Harambure, ambos pertenecientes a familias aristocráticas francesas. Al momento de su nacimiento, su padre prestaba servicio en un regimiento marroquí durante la Segunda Guerra Mundial, mientras que su madre, integrante de la Cruz Roja, se trasladaba hacia Siria. Durante el trayecto, atravesó una zona con minas, lo que ocasionó un parto prematuro. Tras recibir atención médica en Beirut, la recién nacida fue enviada a la residencia de sus abuelos en La Roche-Posay, donde permaneció hasta el final de la guerra.
Su padre falleció en combate en mayo de 1944, durante la Batalla de Montecassino. Posteriormente en 1949, su madre contrajo matrimonio con Erik Karl Auguste Hedwige Englebert Antoine Balthasar, XI duque de Arenberg, quien adoptó a sus hijos y les dio su apellido, y por lo tanto, Lætitia recibió el título de  «princesa». Después de residir algunos años en Suiza, y ante la preocupación por la posibilidad de un nuevo conflicto bélico en Europa debido a la tensión generada por la guerra de Corea, la familia tomó la decisión de emigrar a Uruguay. Arribaron al Puerto de Montevideo a bordo del transatlántico Conte Grande, a fines de noviembre de 1950.
Una vez en Uruguay, la familia se estableció en Punta del Este, en una mansión que llamaron Villa D'Arenberg. Allí, junto con su hermano menor, Rodrigo (1944-2008), cursó sus estudios en escuelas públicas. Tras el fin de la guerra de Corea y la disipación de la posibilidad de un nuevo conflicto a escala mundial, la familia decidió regresar a Europa, instalándose primero en Suiza, donde Lætitia asistió a un internado, y luego en Inglaterra. Sin embargo, continuaron viajando a Uruguay cada verano, donde los niños trabajaban como ayudantes en un hospital de Maldonado.

### Trayectoria
En la década de 1970, después de varios años siendo parte del jet set europeo, decidió establecerse definitivamente en Uruguay. Fue entonces cuando adquirió Los Fresnos, un campo de 1800 hectáreas  en el que comenzó a criar ganado. Posteriormente, compró un campo en el Departamento de Florida donde montó la Estacia Las Rosas, en la cual incursionó en la cría de caballos árabes.

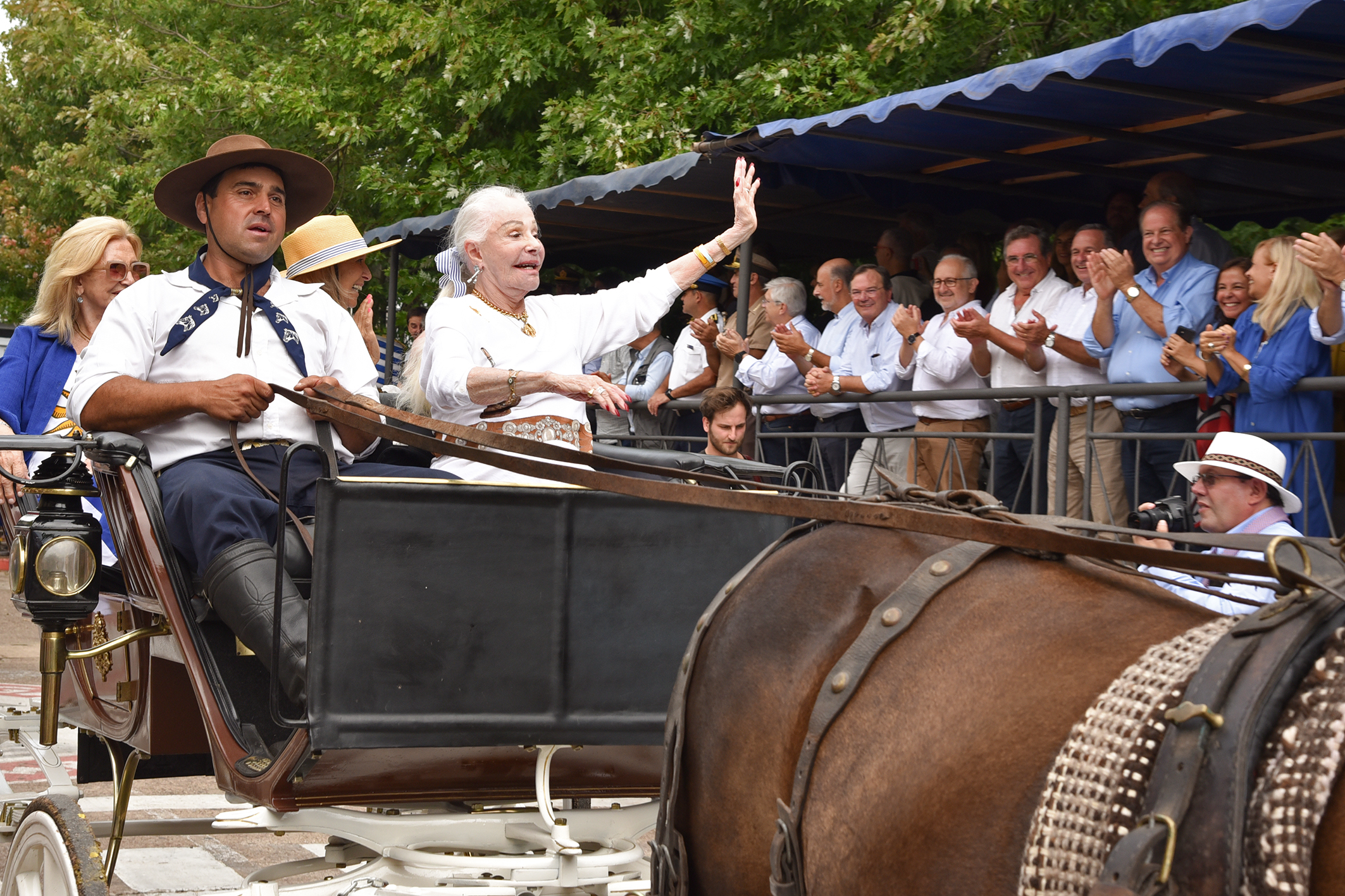
Lætitia de Belsunce durante el desfile de la 37a. Fiesta de la Patria Gaucha (2024)

Por medio del Grupo d'Arenberg, es propietaria de diversas empresas, entre ellas Tambo Lapataia, dedicada a la producción de lácteos, alfajores uruguayos y dulce de leche. La misma fue adquirida por el grupo en 2007, y cuenta con una finca turística en Punta del Este. En octubre de 2012, vendió su paquete accionario en la compañía BOR S.A. —encargada de la representación y distribución de las marcas Mitsubishi, JAC Motors y Mondial en Uruguay— al Grupo Fiancar.
En 2021 lanzó, junto a su hijo Guntram, la Fundación Lætitia d'Arenberg, dirigida a promover el acceso de niños y jóvenes a la educación y la cultura, así como a impulsar iniciativas en favor del bienestar animal y la protección del medioambiente.

## Vida personal
El 19 de junio de 1965, contrajo matrimonio con el archiduque Leopoldo Francisco de Austria-Toscana, miembro de la casa de Casa de Habsburgo-Lorena y pretendiente al trono de Toscana. La ceremonia civil se realizó en St. Gilgen am Wolfgangsee, Austria, y la religiosa el 28 de julio del mismo año en Menetou-Salon, Cher, Francia. 
El matrimonio tuvo dos hijos:
- Segismundo de Habsburgo-Lorena, gran duque de Toscana (nacido en Lausana el 21 de abril de 1966).

- Guntram Maria Josef von Habsburg-Lothringen, Príncipe de Toscana (nacido en Montevideo el 21 de julio de 1967).[22]

Se divorciaron el 27 de mayo de 1981 en Salzburgo. Leopold Franz Erzherzog regresó a Europa y Laetitia se quedó en Uruguay. Posteriormente conoció a su segundo y actual marido, John Anson.

## Distinciones honoríficas
- Caballero de la Legión de Honor (10/04/2009).[24]